# Shub-Niggurath (gruppo musicale)
Gli Shub-Niggurath furono ungruppo musicale Avant-Prog/Zeuhl francese fondato nel 1983 da Allan Baullard, e rimasto attivo sino alla morte di cancro dello stesso Ballaud nel 1995. Il nome proviene dalla divinità lovecraftiana facente parte del ciclo di Cthulhu.
L'album di debutto fu Les Morts Vont Vite pubblicato nel 1986 con l'etichetta Musea, ricevendo critiche positive per le sue inclinazioni avanguardistiche.

## Membri
- Allen Ballaud: Basso (ogni album)
- Franck Coulaud: Batteria, Percussioni (album 1 e 4)
- Franck W. Fromy: Chitarra (album 1 e 4), Percussioni (album 4)
- Jean-Luc Herve: Pianoforte, Organo ed Armonium (album 1, 2 e 4), Chitarra (album 2 e 3)
- Ann Stewart: Voce (album 1 e 4)
- Véronique Verdier: Trombone (album 1-4)
- Michel Kervinio: Batteria, Percussioni (album 1 e 2)
- Sylvette Claudet: Voce (album 2)
- Edward Perraud: Batteria, Percussioni (album 2)

## Discografia
- 1986 - Les Morts Vont Vite
- 1991 - C'Étaient De Très Grands Vents
- 1994 - Testament
- 2009 - Introduction